# Assaji

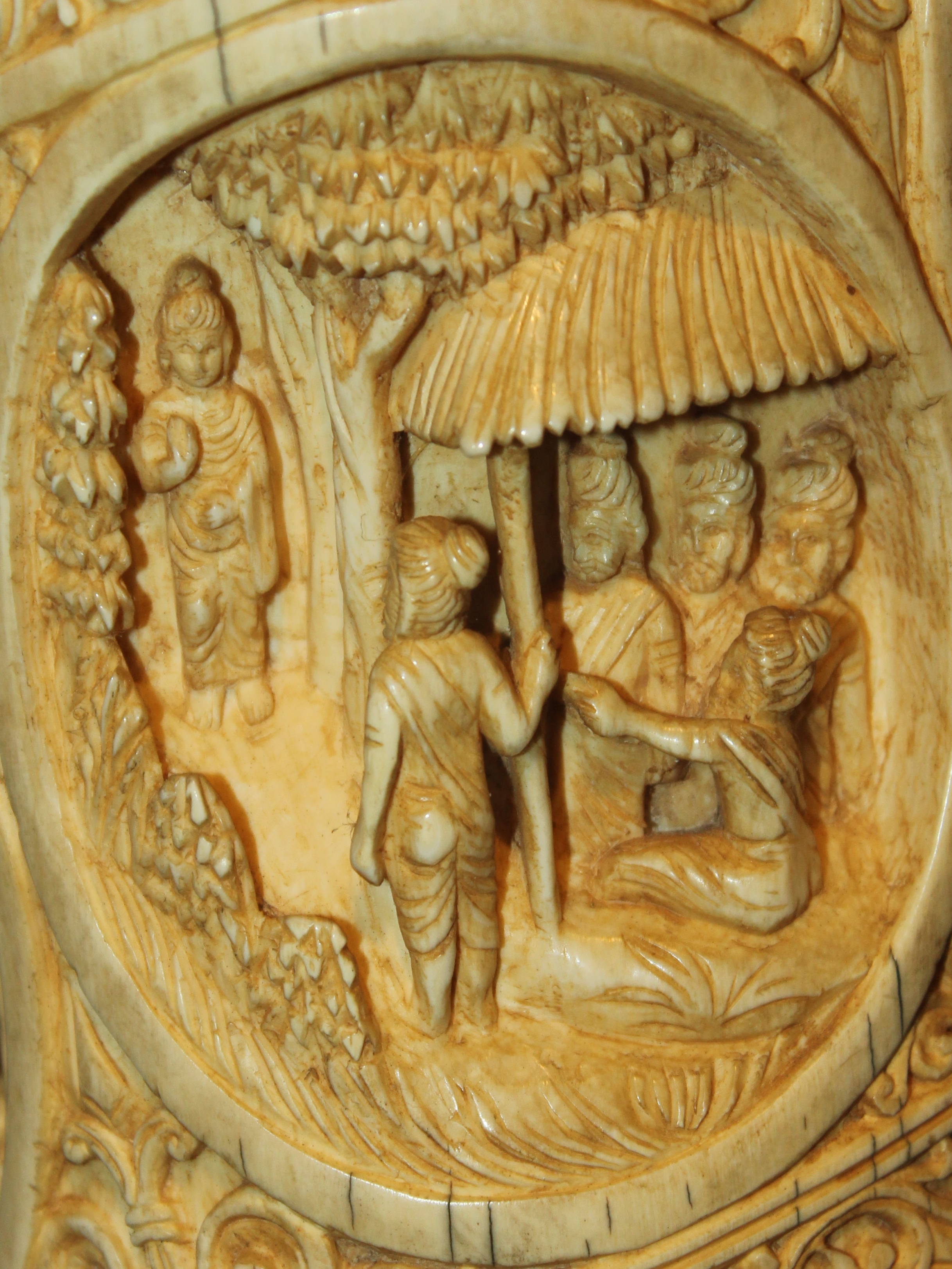
símbolo do budismo

Assaji (em páli: Assaji; em sânscrito: Asvajit) foi um dos cinco primeiros arahants de Gautama Buda. Ele é conhecido por ter realizado a conversão dos dois principais discípulos de Buda, Sariputta e Mahamoggallana. Ele viveu onde hoje é Uttar Pradesh e Bihar, no norte da Índia, durante o século VI a.C.

## Histórico
Assaji nasceu em família brâmane. Seu pai foi um dos oito eruditos brâmanes convidados a Kapilavastu por Suddhodana, o monarca do reino de Sakya, para ler a fortuna de seu filho Siddhartha. O pai de Assaji e seis outros brâmanes previram que Siddhartha se tornaria um grande líder religioso ou um grande monarca militar. Kaundinya, o mais novo deles, foi o único a afirmar com confiança que Siddhartha se tornaria um buda. Como resultado, quando Siddhartha renunciou ao mundo, Kaudinya e Assaji, assim como Bhaddiya, Vappa e Mahanama, três filhos de três eruditos, seguiram Siddartha em sua vida ascética. Os cinco se uniram a Siddhartha em práticas de automortificação em Uruvela. Quando Siddhartha abandonou suas práticas para seguir o Caminho do Meio, eles o deixaram, desapontados, acreditando que ele havia se tornado indulgente.

## Arahant
Entretanto, após a Iluminação, o Buda visitou-os em Sarnath, onde haviam ido depois da cisão do grupo. O Buda pregou as Quatro Nobres Verdades e o Dhammacakkappavattana Sutra, e eles se tornaram os primeiros cinco bhikkhus da sangha. Assaji foi o último a entender os ensinamentos, e o Buda teve que dar mais explicações a ele e a Mahanama, enquanto os outros três bhikkus foram implorar por almas. Ele foi o último a atingir o sotapanna, o primeiro estágio do arahant. Ele se tornou um arahant junto com os outros, pregando o Anattalakkhana Sutra.

## Conversão de Sariputta e Mahamoggallana
Assaji estava pedindo esmolas em Rajagaha, quando Sariputa, em sua busca religiosa, o encontrou. Impressionado pelo comportamento de Assaji, Sariputa o seguiu até ele haver terminado. Assaji, então, sentou-se e Sariputta perguntou a ele sobre seu mestre e sua doutrina. Inicialmente, Assaji relutou à pregação, explicando ser inexperiente. Cedeu, porém, às exortações de Sariputta, recitando o seguinte verso:
| “ | De todas as coisas que de uma causa ascendem, Tathagata a causa contou; E como elas deixam de ser, isso também ele diz, Essa é a doutrina do Grande Eremita. | ” |

Sariputta compreendeu, ganhando sotapanna, o primeiro estágio do Arahant após ouvir os ensinamentos. Ele saiu para contar a Mahamoggallana, seu amigo de infância, que havia sido bem sucedido em sua busca religiosa. Ambos se tornaram bhikkhus da sangha e chegaram a ser os dois discípulos principais de Buda.
Assaji era muito venerado por Sariputta, e onde quer que residisse, Sariputa estendia as mãos em um gesto reverente de suplicação, assim como voltava a cabeça ao dormir, em sua direção.
Em um dia em que Assaji estava andando por Vaixali em busca de almas, Nigantha Saccaka, que estava procurando ascéticos para um debate, o questionou sobre o dharma do Buda, já que Assaji era um discípulo proeminente. Assaji entregou um sumário da doutrina contido no Anattalakkhana Sutta. Confiante em sua habilidade para refutar essa visão, Saccaka foi com uma grande multidão de Licchavis ao Buda e questionou-o. Essa foi a ocasião da pregação de Cula-Saccaka Sutta.